# 徐梅坤

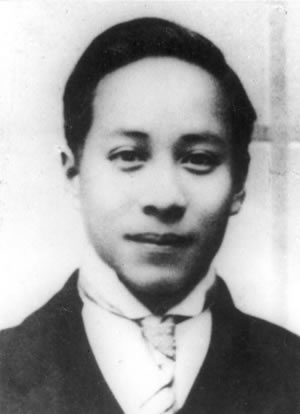
徐梅坤

徐梅坤（1893年—1997年1月17日），又名徐行之，浙江萧山人。中国共产党早期领导人，工人运动领袖，中华人民共和国政治人物。

## 生平
徐梅坤早年为印刷工人，此后参加抗租活动。1922年1月，他加入中国共产党。此后他当选中共上海地方兼区执行委员会委员长，率领上海工人参加五卅运动、上海工人大罢工等。1923年6月，徐梅坤作为中共上海地方委员会兼区执行委员会书记，出席了在广州召开的中国共产党第三次全国代表大会，并当选为第三届中央执行委员会候补委员。
1927年四一二事件后，他因遭人举报而在萧山被捕入狱。此后他被关押在狱中近8年。1935年9月，他因病重而被保释出狱。出狱后，徐梅坤仍遭到国民党特务秘密监视，未能和中共党组织取得联系，从而脱党。后来，他在上海的大弟徐经坤受沈雁冰之托，回到家乡，将徐梅坤偷偷接到上海。在上海，他继续从事印刷，印刷出版了上海的中共报纸《解放周报》以及《共产党宣言》、《什么是马克思主义》、《什么是列宁主义》等宣传品。
抗日战争期间，他曾在昆明等地创办民生印书馆和南方印书馆。在重庆，他见到了周恩来等中共人士，接受了周恩来的劝告，继续留在中共党外。。
中华人民共和国成立后，他历任中央人民政府政务院人民监察委员会参事、中华人民共和国监察部参事、国务院参事。1954年，徐梅坤致信中共中央，要求恢复中共党籍。1981年6月8日，经中共中央组织部批准，他在88岁时重新加入中国共产党。党龄从1954年起计算。
1997年1月17日，徐梅坤在北京病逝，享年104岁。。